# Antônio Ulrico de Brunsvique-Volfembutel
António Ulrich de Brunswick-Wolfenbüttel (28 de agosto de 1714 - 4 de maio de 1774) foi um generalíssimo do exército russo e marido da grã-duquesa Ana Leopoldovna, regente da Rússia.

## Família
Carlos foi o segundo filho do duque Fernando Alberto II de Brunswick-Wolfenbüttel e da princesa Antónia Amália de Brunswick-Wolfenbüttel. Entre os seus irmãos estavam a princesa Isabel Cristina de Brunswick-Wolfenbüttel, casada com o rei Frederico II da Prússia e a princesa Juliana Maria de Brunswick-Wolfenbüttel, esposa do rei Frederico V da Dinamarca. Os seus avós paternos eram o duque Fernando Alberto I de Brunswick-Wolfenbüttel e a landegrave Cristina de Hesse-Eschwege. Os seus avós maternos eram o príncipe Luís Rudolfo de Brunswick-Wolfenbüttel e a princesa Cristina Luísa de Oettingen-Oettingen.

## Biografia
A irmã da mãe de António, a princesa Isabel de Brunswick-Wolfenbüttel, casada com o sacro-imperador Carlos VI, arranjou o seu casamento com a princesa Isabel Carolina Cristina, filha do duque Carlos Leopoldo de Mecklemburgo-Schwerin e neta do czar Ivan V da Rússia, e o duque foi levado para a Rússia em 1733 para conhecer melhor a sua futura noiva. O casamento aconteceu em 1739. Isabel, que se tinha convertido à Igreja Ortodoxa, chama-se Ana Leopoldovna na Rússia. O casamento tinha como objectivo fortalecer a relação entre as casas de Romanov e Habsburgo. Em 1740 o primeiro filho do casal, Ivan, tornou-se imperador. O seu primeiro regente foi Ernst Biron, mas depois de começarem a circular rumores de que este pretendia exilar António e Ana para a Alemanha, os pais do czar fizeram um golpe de estado e Ana tornou-se regente. Contudo, um outro golpe em 1741 retirou a família do poder.
A nova imperatriz, Isabel, mandou prender António, a sua esposa e os seus filhos para o resto das suas vidas. Estes anos foram difíceis e era frequente serem negados os bens mais básicos à família. Todo o tipo de comunicação com o mundo exterior, com a excepção de alguns criados, estava proibida. O governador de Arkhangelsk visitava-os com frequência para saber da sua saúde, mas não podiam receber qualquer outro visitante. Em 1762 a imperatriz Catarina II propôs a António que, se este fosse para a Alemanha e deixasse os seus filhos na Rússia, podia ser libertado, mas o duque recusou. Também viria a perder a visão antes de morrer. Foi enterrado de forma muito discreta e os soldados foram proibidos de revelar o local exacto da sua sepultura, mas o seu caixão era decorado com prata.
Os filhos ainda vivos de António foram libertados da prisão e colocados sob custódia da sua tia, a rainha-viúva da Dinamarca, Juliana Maria de Brunswick-Wolfenbüttel. Foram levados para a fortaleza de Novodvinsk na noite de 27 de junho, deixando a Rússia três dias depois para se instalarem na Jutlândia onde viveram numa casa confortável em prisão domiciliária aos custo de Catarina. Como tinham vivido toda a vida como prisioneiros, não estavam habituados à vida social e tinham um número reduzido de pessoas à sua volta, a maior parte dinamarquesas. A pensão da Rússia foi paga até ao último deles morrer em 1807.

## Descendência
António Ulrich e Ana Leopoldovna tiveram os seguintes filmes:
- Ivan VI da Rússia (23 de agosto de 1740 – 16 de julho de 1764); imperador da Rússia entre 1741 e 1742.
- Catarina de Brunswick-Wolfenbüttel (26 de julho de 1741 – 7 de abril de 1807)
- Isabel de Brunswick-Wolfenbüttel (16 de novembro de 1743 – 20 de outubro de 1782)
- Pedro de Brunswick-Wolfenbüttel (30 de março de 1745 – 30 de janeiro de 1798)
- Alexei de Brunswick-Wolfenbüttel (10 de março de 1746 – 23 de outubro de 1787)